# 아비지
아비지(阿非知, ?~?)는 《삼국유사》(三國遺事)에 등장하는 황룡사 9층 목탑을 설계한 백제의 장인이다.

## 개요
신라 선덕여왕 2년(643년)에 유학을 마치고 당에서 귀국한 자장율사는 “황룡사에 9층 목탑을 지으면 신라 주변의 9한(九韓)이 신라에 조공을 바치고 복속을 청할 것”이라며 황룡사 목탑 조성을 건의하였고, 조정에서는 백제에서 목탑 제조를 위한 장인을 초청해 올 것을 왕에게 권했다. 이에 신라는 보물과 비단을 백제에 보내 장인을 요청하였고, 백제에서는 아비지를 보내 황룡사 9층탑 공사를 돕게 하였다. 신라 측의 공사 책임자는 이간(伊干) 김용춘이었다.
그런데 황룡사 9층 목탑을 짓고 신라에 조공을 바치고 복속된다는 9한 가운데는 아비지의 조국인 백제도 끼어 있었다. 처음 찰주(刹柱)를 세우는 날, 아비지는 자신의 조국 백제의 수도가 불타는 꿈을 꾸었고, 의심이 나서 공사에서 손을 떼려 했는데, 갑자기 큰 지진이 나고 어두컴컴한 속에서 한 노승과 한 장사가 황룡사 금전문(金殿門)에서 나타나 자신이 세우지 않은 찰주를 세우고 어디론가 사라져 버렸다. 이에 아비지는 그는 백제의 운이 다했음을 깨닫고 그 탑을 완성하였다고 한다.
황룡사탑이 완공되고 20여 년 뒤에 백제는 멸망하였고, 13세기 몽골 제국의 4차 고려 침공으로 황룡사탑은 불타버렸으며, 이후 다시는 재건되지 못했다.

## 관련 작품
만화
- 《비원의 탑》(2012, 학산문화사) - 황룡사 9층 목탑의 건립을 소재로 한 전혜진, 최미애의 만화로 아비지가 주요 주인공으로 등장한다(전3권).

오페라
- 《선덕여왕》(대본 임나영, 작곡 박지운) - 황룡사 목탑을 짓게 된 아비지가 실은 선덕여왕을 사모했던 것으로 각색되었다. 2011년에 대구 동구문화체육회관 대공연장에서, 2014년 (주)아양아트센터에서 다시 하이라이트 장면만 뽑아서 상연되었다(연출은 두 번 모두 최주환이 맡음).

## 같이 보기
- 목탑
- 자장율사
- 찰주
- 호국불교사상
- 황룡사